# Costinha
Francisco José Rodrigues da Costa známý jako Costinha (* 1. prosince 1974, Lisabon) je bývalý portugalský fotbalista a pozdější trenér. Nastupoval většinou na pozici defenzivního záložníka.
S portugalskou reprezentací získal stříbrnou medaili na mistrovství Evropy roku 2004 a bronzovou na evropském šampionátu 2000.. Zúčastnil se též mistrovství světa v Německu roku 2006, kde Portugalci skončili na čtvrtém místě. Celkem za národní mužstvo odehrál 53 zápasů, v nichž vstřelil 2 góly.
S FC Porto vyhrál Ligu mistrů UEFA 2003/04, Pohár UEFA 2002/03 a Interkontinentální pohár 2004.
S Portem se stal dvakrát mistrem Portugalska (2002/03, 2003/04) a získal portugalský pohár (2002/03). S AS Monaco si připsal titul francouzský (1999/00).